# Haemactis
Haemactis is een geslacht van vlinders van de familie dikkopjes (Hesperiidae), uit de onderfamilie Pyrginae.

## Soorten
- H. pyrrhosphenus Lindsey, 1919
- H. sanguinalis (Westwood, 1852)